# Liste der Naturschutzgebiete in der Stadt Coburg
In der Stadt Coburg gibt es ein Naturschutzgebiet.
| Name                           | Bild | Kennung                   | Kreis                    | Einzelheiten | Position | Fläche Hektar | Datum |
| ------------------------------ | ---- | ------------------------- | ------------------------ | --- | -------- | ------------- | ----- |
| Vogelfreistätte Glender Wiesen |      | NSG-00355.01 WDPA: 166071 | Coburg, Landkreis Coburg | Beiersdorf bei Coburg Eines der wenigen in Oberfranken noch vorhandenen Feuchtwiesengebiete mit störungsarmen Wasserflächen und Verlandungsbereichen. Coburg: 184,18 Landkreis Coburg: 10,68 ha | ⊙        | 194,86        | 1989  |
| Legende für Naturschutzgebiet  |      |                           |                          | |          |               |       |